# بیلی بلیک
بیلی بلیک (انگلیسی: Billy Blake؛ زادهٔ ۱۹۰۲) بازیکن فوتبال اهل بریتانیا است.
از باشگاه‌هایی که در آن بازی کرده‌است می‌توان به باشگاه فوتبال کریستال پالاس و باشگاه فوتبال کیدرمینستر هاریرس اشاره کرد.